# Wilhelm Thorn
Wilhelm Thorn (* 19. November 1857 in Herborn; † 30. April 1913 in Magdeburg) war ein deutscher Arzt.

## Leben
Thorn studierte Medizin in Gießen und Halle. Nach der Promotion in Halle im Jahr 1883 wurde er Assistent und später Oberarzt bei Robert von Olshausen in Halle und dann in Berlin. 1888 ging er nach Magdeburg und ließ sich dort als Arzt nieder. Im Jahr 1891 übernahm er eine private Klinik für die Behandlung von Frauenkrankheiten in der Schrotdorfer Straße, die später in die Moltkestraße verlegt wurde.
Es folgte 1906 die Übernahme der Leitung der neu aufgebauten gynäkologischen Abteilung der Städtischen Krankenanstalt Sudenburg. Sie hatte 26 Betten und wurde von ihm deutlich ausgebaut. Im Jahr 1911 wurde er zum Professor ernannt. In seiner Funktion sorgte er für eine enge Verbindung der medizinischen Forschung und Praxis. In der medizinischen Literatur ist er durch den nach ihm benannten Thornschen Handgriff bekannt, mit dem eine Wandlung von der Gesichts- in die Stirnlage erfolgen kann. Thorn organisierte die Säuglingsfürsorge, richtete eine Unterstützungskasse für arbeitsunfähige Ärzte und ihre Witwen ein und forderte gesetzliche Regelungen für den Schwangerschaftsabbruch.

## Werke
- Zur manuellen Umwandlung der Gesichtslagen in Hinterhauptlagen, in Zeitschrift für Geburtshilfe und Gynäkologie, H. 13, 1886, 186–220
- Die Retrodeviationen des Uterus im Lichte der Praxis, 1909
- Die Laktationsatrophie des Uterus, speziell ihre Bedeutung für die Propaganda des Stillens, 1910
- Zur Inversio uteri, 1911